# Durisol (Dämmstoff)
Durisol ist die Handelsmarke eines dämmenden Baustoffes aus mineralisierten, zementgebundenen Holzfasern. Der zur Gruppe Leichtbaustoffe gehörende Baustoff findet aufgrund seiner Wärmespeicherfähigkeit unterschiedliche Anwendungen, so in den Bereichen Wärmedämmung, Brandschutz sowie Schall- und Lärmschutz.
Bereits im frühen 20. Jahrhundert wurde Holzbeton, damals auch Zementholz genannt, im Gartenbau als Baustoff verwendet. Erfinder ist August Vogel, Eigentümer der Kunst- und Dübelsteinfabrik August Vogel in Langenzenn. Er stellte Frühbeetkästen und transportable beheizbare Gewächshäuser aus Zementholz her, die er 1911 als Neuheit bei der Frühjahrsblumenausstellung der Bayerischen Gartenbaugesellschaft in München präsentierte.
Der Holländer Richard Handl hat dann 1932 ein „Verfahren zur Herstellung eines Leichtbaustoffes aus Holzabfällen und Zement“ zum Patent angemeldet. Die Technologie wurde von den beiden Schweizern August Schnell und Alex Bosshard mit ihrer 1938 gegründeten Durisol AG in Dietikon weiterentwickelt, was zur Erfindung des von ihnen patentierten Holzbeton-Mantelsteins führte. Mit ihnen war bei der Durisol AG ab 1939 auch Friedrich Häusler als beratender Ingenieur tätig. In der Folge stellte Durisol AG, die ab 1964 unter der Firma Durisol Villmergen AG auch einen wichtigen Standort in Villmergen betrieb, den Baustoff her und vermarktete diesen international, u. a. durch Vergabe von Lizenzen. Die Patentrechte liefen Mitte der 1980er Jahre aus.
Anschließend war Durisol eine weltweit geschützte Marke der kanadischen Durisol International Corp., die die Markenrechte übernahm. Sämtliche Durisol-Hersteller weltweit produzierten unter ihrer Lizenz. Produktionsstandorte befinden sich in Kanada sowie Israel, Japan, den Niederlanden, Slowakei, Tschechien, Ungarn, den Vereinigten Staaten und in Österreich und der Slowakei mit der Durisol-Werke Ges.m.b.H., die 1955 die Durisol-Lizenz für Österreich erwarb. Diese Werke gehörten bis 2010 zur Hatschek-Stiftung und wurden Anfang jenes Jahres von der Leier International gekauft. Darüber hinaus sind international verschiedene Vertriebsgesellschaften tätig, in der Schweiz die Durisol Element AG.
Inzwischen firmiert der Markenrechtsinhaber unter dem Namen Nexcem. In Europa werden die Produkte aber weiterhin unter dem Handelsnamen Durisol vertrieben.
Ein ähnliches Produkt sind Holzwolle-Leichtbauplatten, die unter dem Markennamen Heraklith vertrieben werden.